# Аннинский (починок)
 Аннинский  — опустевший починок в Санчурском муниципальном округе Кировской области.

## География
Расположен на расстоянии примерно 7 км по прямой на запад-северо-запад от райцентра поселка Санчурск.

## История
Известен с 1823 года. В 1873 году здесь (Анненской) дворов 22 и жителей 169, в 1905 (Аннинский или Старый Сметанинский) 46 и 296, в 1926 (Аннинский) 54 и 273, в 1950 (деревня Аннинская) 56 и 177, в 1989 (снова починок) 17 жителей. Настоящее название утвердилось с 1978 года. С 2006 по 2019 год входила в состав Сметанинского сельского поселения.

## Население
Постоянное население составляло 3 человека (русские 100%) в 2002 году, 0 в 2010.